# WHO?
『WHO?』（フー？）は、いきものがかりの9作目のオリジナル・アルバム。2021年3月31日にCDで発売。発売元はソニー・ミュージックレーベルズ / エピックレコードジャパン。

## 概要
いきものがかりのメジャーデビュー後のアルバムの中でも9曲で曲数が一番少ないアルバムであり、全体の時間が45分10秒と最も短いアルバムである。
本アルバム収録の「TSUZUKU」は、アルバム発売前の3月22日に先行配信とミュージックビデオのプレミア公開が行われた。
インディーズ時代からの楽曲である「からくり」が本アルバムで初めて音源化された。
本作発売後、山下穂尊がグループ脱退を発表したため、本作が3人体制で発売された最後のオリジナルアルバムとなった。

## 収録曲
- 初回生産限定盤・通常盤共通収録。既発曲の解説は各収録作品を参照のこと。

1. TSUZUKU (5:42)
作詞・作曲：水野良樹 / 編曲：亀田誠治
  - アニメ映画『100日間生きたワニ』主題歌
2. BAKU (3:47)
作詞・作曲：水野良樹 / 編曲：江口 亮、菅編曲：野々村昌樹（EGクリエイション）
3. きらきらにひかる (5:05)
作詞・作曲：水野良樹 / 編曲：島田昌典
4. からくり (6:10)
作詞・作曲：水野良樹 / 編曲：本間昭光
5. わたしが蜉蝣 (5:18)
作詞・作曲：山下穂尊 / 編曲：本間昭光
6. チキンソング (3:39)
作詞・作曲：吉岡聖恵 / 編曲：島田昌典
7. ええじゃないか (4:51)
作詞・作曲：水野良樹 / 編曲：近藤隆史、立崎優介、田中ユウスケ、弦編曲：室屋光一郎、菅編曲：本間将人
8. もう一度その先へ (5:08)
作詞・作曲：山下穂尊 / 編曲：島田昌典
9. 生きる (5:30)
作詞・作曲：水野良樹 / 編曲：亀田誠治

## サポートメンバー
1. TSUZUKU
Drums：河村“カースケ”智康
Bass：亀田誠治
Acoustic&Electric Guitar：小倉博和
Acoustic Piano：皆川真人
Strings：今野 均ストリングス
Oboe：庄司知史
Programming&All Other Instruments：豊田泰孝（誠屋）・亀田誠治
2. BAKU
Drums：諸石和馬
Bass：御供信弘
Acoustic&Electric Guitar：設楽博臣
Acoustic Piano&Keyboards：平畑徹也
Tenor Sax：荻原 優
Trumpet：山縣賢太郎・長田明宏
Trombone：池本茂貴
Programming&All Other Instruments：江口 亮
3. きらきらにひかる
Drums：玉田豊夢
Bass：安達貴史
Acoustic&Electric Guitar：西川 進
Strings：室屋光一郎ストリングス
Acoustic Piano,Organ,Keyboards&All Other Instruments：島田昌典
4. からくり
Drums：玉田豊夢
Bass：安達貴史
Acoustic&Electric Guitar：林部直樹
Percussion：坂井“Lambsy”秀彰
Strings：室屋光一郎ストリングス
Wurlitzer,Organ＆All Other Instruments：本間昭光
5. わたしが蜉蝣
Drums：玉田豊夢
Bass：安達貴史
Acoustic＆Electric Guitar：林部直樹
Percussion：坂井“Lambsy”秀彰
Strings：室屋光一郎ストリングス
Acoustic Piano,Keyboards＆All Other Instruments：本間昭光
6. チキンソング
Drums：朝倉真司
Bass：美久月千晴
Acoustic＆Electric Guitar：浜口高知
Acoustic Piano,Organ＆All Other Instruments：島田昌典
7. ええじゃないか
Drums：坂田 学
Bass：村田シゲ
Acoustic&Electric Guitar：八橋義幸
Electric Guitar：近藤隆史
Strings：室屋光一郎ストリングス
Tenor Sax：本間将人
Trumpet：吉澤達彦・田中 充
Trombone：榎本裕介
Programming&All Other Instruments：近藤隆史・立崎優介・田中ユウスケ
8. もう一度その先へ
Drums：河村“カースケ”智康
Bass：美久月千晴
Acoustic&Electric Guitar：真壁陽平
Strings：吉田宇宙ストリングス
Acoustic Piano,Organ&All Other Instruments：島田昌典
9. 生きる
Drums：玉田豊夢
Bass：亀田誠治
Acoustic&Electric Guitar：小倉博和
Acoustic Piano：皆川真人
Strings：今野 均ストリングス
Programming&All Other Instruments：豊田泰孝（誠屋）

## ボーナスディスク
初回生産限定盤は、CDとDVDの２枚組になっている。DVDには、以下の内容が収録されている。
【収録曲】
1. TALK SESSION about “WHO?”
メンバー３人へのインタビュー映像と、インディーズ～メジャーデビュー後の間に撮影された、いきものがかりのさまざまな映像が交互に流れる構成になっている。
2. “BAKU Music Video” Behind The Scenes
本アルバム「WHO?」にも収録されている、シングル「BAKU」のミュージックビデオのメイキング映像。
3. BAKU Music video
「BAKU」の、ミュージックビデオ本編。
4. “きらきらにひかる Music video” Behind The Scenes
本アルバム「WHO?」にも収録されている、シングル「きらきらにひかる」のミュージックビデオのメイキング映像。
5. きらきらにひかる Music video
「きらきらにひかる」の、ミュージックビデオ本編。
6. 生きる Music video
本アルバム「WHO?」にも収録されている、シングル「生きる」のミュージックビデオ。
7. 『BSいきものがかり DIGITAL FES 2020 結成20周年だよ!!～リモートでモットお祝いしまSHOW!!!～』Live Video
いきものがかりが、過去BS日テレでやっていた番組、「BSいきものがかり」が主催でおこなった、リモートライブの映像。最初にオープニング映像が流れたあと、以下の楽曲のライブ映像が流れる。
  1. 笑ってたいんだ
作詞・作曲：水野良樹／編曲：亀田誠治
  2. キミがいる
作詞・作曲：吉岡聖恵／編曲：島田昌典
  3. アイデンティティ
作詞・作曲：水野良樹／編曲：近藤隆史・田中ユウスケ／弦編曲：美央
  4. コイスルオトメ
作詞・作曲：水野良樹／編曲：田中ユウスケ／弦編曲：弦 一徹
  5. ブルーバード
作詞・作曲：水野良樹／編曲：江口 亮／弦編曲：クラッシャー木村
  6. YELL
作詞・作曲：水野良樹／編曲：松任谷正隆
  7. からくり
作詞・作曲：水野良樹／編曲：本間昭光
  8. きらきらにひかる
作詞・作曲：水野良樹／編曲：島田昌典
  9. じょいふる
作詞・作曲：水野良樹／編曲：近藤隆史・田中ユウスケ

【ライブサポートメンバー】
Drums：玉田豊夢
Percussion：坂井“Lambsy”秀彰
Bass：安達貴史
Electric&Acoustic Guitar：林部直樹
Keyboards：本間昭光
Programming：足立賢明
※なお、このライブではほかにも、「SAKURA」、「気まぐれロマンティック」も歌唱しているが、「SAKURA」は森山直太朗と、「気まぐれロマンティック」は、長屋晴子（緑黄色社会）とのコラボ歌唱のため、本DVDには収録されていない。